# Muerte de Juan Andrés Benítez
La muerte de Juan Andrés Benítez tuvo lugar el 6 de octubre de 2013 en el barrio de El Raval de Barcelona, después de haber sido detenido de forma violenta por parte de los Mozos de Escuadra.

## Juan Andrés Benítez
Juan Andrés Benítez (Jerez de la Frontera, 7 de abril de 1963 - Barcelona, 6 de octubre de 2013) era un empresario del Gaixample, y miembro fundador de la Asociación Catalana de Empresas para Gais y Lesbianas. Nacido en Andalucía, llegó a Barcelona después de haber vivido en varias ciudades europeas. Trabajó durante un año en un bar de la calle Villarroel de la misma ciudad y posteriormente abrió tiendas de ropa, como Mi Tropa o American Men.

## Hechos
Benítez falleció la madrugada del 6 de octubre de 2013 en el Hospital Clínico de Barcelona después de haber sufrido varios golpes por parte de los agentes de los Mozos de Escuadra en la calle Aurora del barrio barcelonés de El Raval, donde hacía pocos días que se había mudado a un piso de su propiedad. Benítez sufrió un paro cardíaco durante los abusos policiales, que no estaría relacionado con el consumo de drogas o ninguna enfermedad cardíaca, como anteriormente se había apuntado, sino que fue causado por la reducción de los agentes. La propia policía autonómica avisó a una ambulancia, y el equipo sanitario intentó reanimarle y le trasladó al Hospital Clínico, donde murió a las tres horas. Benítez presentaba cortes y fracturas en la cara. Algunos de sus amigos explicaron que hacía poco había sufrido una depresión, y aseguran también que, pese a tener carácter, le veían «incapaz de ponerse a pegar a un policía». Las explicaciones «eufemísticas» del conseller de Interior, Ramon Espadaler y del director de los Mozos de Escuadra, Manel Prat en una conferencia de prensa tras el suceso suscitaron peticiones de dimisión.

### Proceso judicial
Seis policías, para quienes la fiscalía pidió 11 años de cárcel debían pagar conjuntamente una fianza de 200.000 euros y se les atribuyó un presunto delito grave contra la integridad moral y, a otros dos agentes, dos delitos de obstrucción a la justicia. En 2016 la acusación y la defensa firmaron un pacto de conformidad por el que seis mossos fueron condenados a dos años de cárcel, que de hecho les libró de prisión. La sentencia causó malestar en la Asociación Catalana de Derechos Humanos y la Plataforma Justicia para Andrés que encontraron que el pacto avalaba la impunidad policial.